# Cascades Tolmer
Les cascades Tolmer són unes cascades que pertanyen al rierol Tolmer, situat al Parc Nacional de Litchfield, al Territori del Nord d'Austràlia.

## Localització i característiques
L'aigua cau des d'una elevació de 102 m sobre el nivell del mar, en dues caigudes que oscil·len entre els 32 i 42 m, cap a una piscina situada a la base de les cascades. Accedint per camins tancats, les cascades estan a prop del límit occidental del parc nacional, a uns 85 km al sud de Darwin.
Les cascades van ser nomenades per l'explorador Frederick Henry Litchfield en honor del company del seu pare de la South Australia Police, el comissari Alexander Tolmer.